# Ectinohoplia hieroglyphica
Ectinohoplia hieroglyphica är en skalbaggsart som beskrevs av Moser 1912. Ectinohoplia hieroglyphica ingår i släktet Ectinohoplia och familjen Melolonthidae. Inga underarter finns listade i Catalogue of Life.